# Alicja Jaruga
Alicja Anna Jaruga z d. Neneman (ur. 1 lutego 1928 w Sługocinku k. Konina, zm. 17 listopada 2011 w Łodzi) – ekonomistka, specjalista w zakresie rachunkowości, profesor Uniwersytetu Łódzkiego, prorektor Społecznej Wyższej Szkoły Przedsiębiorczości i Zarządzania w Łodzi.

## Życiorys
W 1964 na Uniwersytecie Łódzkim uzyskała stopień doktora na podstawie rozprawy pt. Koszty zarządzania przedsiębiorstwa przemysłowego. W 1975 uzyskała tytuł profesora nadzwyczajnego, a w 1985 tytuł profesora zwyczajnego. W latach 1980–1998 kierowniczka Katedry Rachunkowości na Wydziale Zarządzania Uniwersytetu Łódzkiego oraz kierowniczka Ośrodka Międzynarodowych Studiów Rachunkowości Uniwersytetu Łódzkiego.
Członek Academy of Accounting Historians, American Accounting Association, Komitetu Nauk o Zarządzaniu Polskiej Akademii Nauk, Komitetu Ekonometrii i Statystyki Polskiej Akademii Nauk, Krajowej Rady Biegłych Rewidentów i Krajowej Izby Biegłych Rewidentów, Łódzkiego Towarzystwa Naukowego.
Prezes, a następnie członek honorowy Stowarzyszenia Księgowych w Polsce i przewodnicząca Polskiej Sekcji Komitetu Wykonawczego European Accounting Association.
Zainteresowania naukowe koncentrowały się na rachunkowości zarządczej i systemach rachunku kosztów oraz komparatywnej rachunkowości międzynarodowej.
Wśród wypromowanych przez nią doktorów znaleźli się: Ewa Śnieżek (1994), Ewa Walińska (1994), Wojciech Nowak (1995), Anna Szychta (1995), Radosław Ignatowski (1996), Tomasz Wnuk-Pel (1998), Monika Marcinkowska (1998), Przemysław Kabalski (2000), Mikołaj Turzyński (2003). Wypromowała na Uniwersytecie Łódzkim doktorat honoris causa prof. Roberta Kaplana z Harvard Business School.
Pochowana na cmentarzu na Radogoszczu w Łodzi.

## Publikacje
na podstawie katalogu Biblioteki Narodowej:
- Biznes plan i zarządzanie finansowe małą firmą: poradnik menedżera; praca zbiorowa pod red. Alicji Jarugowej. Warszawa, 1991 ISBN 83-85385-02-9.
- Ewidencja kosztów produkcji. Blachownia, 1979 (współautor: Tadeusz Troszczyński);
- Finanse: szkolenie dla członków rad nadzorczych jednoosobowych spółek skarbu państwa; praca zespołowa pod kier. A. Jarugowej Warszawa: Ministerstwo Przekształceń Własnościowych, 1995, ISBN 83-86227-06-0.
- Jednostkowe sprawozdanie finansowe według Międzynarodowych Standardów Rachunkowości MSSF/MSR; praca zespołowa pod red. Alicji Jarugi. Warszawa: Stowarzyszenie Księgowych w Polsce. Zarząd Główny. Centralny Ośrodek Szkolenia Zawodowego, 2005, ISBN 83-7228-173-4.
- Komentarz do ustawy o rachunkowości: KSR, MSSF, podatki; praca zbiorowa pod red. Alicji Jarugowej, Teresy Martyniuk. Gdańsk: Ośrodek Doradztwa i Doskonalenia Kadr, 2009, ISBN 978-83-7426-582-9.
- Koszty pośrednie w przedsiębiorstwach przemysłowych: rachunek i kontrola. Warszawa: Państwowe Wydawnictwo Ekonomiczne, 1972;
- Metody kalkulacji: koszty, ceny, decyzje. Warszawa: Państwowe Wydawnictwo Ekonomiczne, 1994; ISBN 83-208-0918-5 (współautorki: Irena Sobańska, Renata Sochacka);
- Międzynarodowe regulacje rachunkowości: wpływ na rozwiązania krajowe; pod red. Alicji A. Jarugi. Warszawa: C. H. Beck, 2002, ISBN 83-7247-007-3.
- Międzynarodowe Standardy Rachunkowości a ustawa o rachunkowości – podobieństwa i różnice; praca zbiorowa pod red. Alicji Jarugi. Warszawa: Stowarzyszenie Księgowych w Polsce. Zarząd Główny. Centralny Ośrodek Szkolenia Zawodowego, 2004, ISBN 83-7228-136-X.
- Międzynarodowe standardy sprawozdawczości finansowej: kluczowe zagadnienia i rozwiązania praktyczne. Warszawa: Stowarzyszenie Księgowych w Polsce. Zarząd Główny. Centralny Ośrodek Szkolenia Zawodowego, 2006, ISBN 83-7228-186-6.
- Międzynarodowe Standardy Sprawozdawczości Finansowej (MSSF/MSR) 2009: najnowsze zmiany. Warszawa: Stowarzyszenie Księgowych w Polsce. Zarząd Główny. Centralny Ośrodek Szkolenia Zawodowego, 2009 ISBN 978-83-7228-241-5.
- Międzynarodowe Standardy Sprawozdawczości Finansowej (MSSF/MSR): nowe regulacje. Warszawa: Stowarzyszenie Księgowych w Polsce. Zarząd Główny. Centralny Ośrodek Szkolenia Zawodowego, 2006, ISBN 83-7228-185-8.
- Podręczny słownik polsko-niemiecko-angielski rachunkowości i bankowości. Łódź: Towarzystwo Gospodarcze RAFIB, 1992;
- Rachunek kosztów. Warszawa: Państwowe Wydawnictwo Ekonomiczne, 1990; ISBN 83-208-0747-6 (współautorzy: Wiktor Malc, Kazimierz Sawicki);
- Rachunek kosztów i rachunkowość zarządcza; pod red. Alicji Jarugowej. Warszawa: Stowarzyszenie Księgowych w Polsce. Zarząd Główny. Centralny Ośrodek Szkolenia Zawodowego, 2002, ISBN 83-7228-070-3.
- Rachunek kosztów – problemy, zadania, gry; pod red. Alicji Jarugowej. Łódź: UŁ, 1984;
- Rachunek kosztów w systemie informacyjnym przedsiębiorstwa. Warszawa: Państwowe Wydawnictwo Ekonomiczne, 1986; ISBN 83-208-0506-6 (współautor: Józef Skowroński);
- Rachunkowość banków komercyjnych. Warszawa: Centrum Edukacji i Rozwoju Biznesu, 1994; ISBN 83-900802-9-X (współautorzy: Jerzy Marcinkowski, Monika Marcinkowska);
- Rachunkowość dla menedżerów. Łódź: Towarzystwo Gospodarcze RAFIB, 1994; ISBN 83-900445-1-X (praca zbiorowa);
- Rachunkowość finansowa. Łódź: Towarzystwo Gospodarcze RAFIB, 1995;
- Rachunkowość finansowa banków: wzorcowy Plan Kont dla Banków '97. Warszawa: Fundacja Rozwoju Rachunkowości, 1997; ISBN 83-86543-97-3 (współautorzy: Monika Marcinkowska, Jerzy Marcinkowski);
- Rachunkowość i badanie ksiąg w środowisku informatycznym. Łódź: Towarzystwo Gospodarcze „Rafib”, 1993, ISBN 83-900445-4-4.
- Rachunkowość zarządcza. Warszawa: Wolters Kluwer Polska, 2010; ISBN 978-83-7526-717-4 (współautorzy: Przemysław Kabalski, Anna Szychta);
- Współczesne problemy rachunkowości. Warszawa: Państwowe Wydawnictwo Ekonomiczne, 1991; ISBN 83-208-0791-3 (praca zbiorowa);
- Zaawansowana rachunkowość zarządcza: problemy, przykłady, zadania; praca zespołowa pod red. Alicji Jarugowej i Anny Szychty. Warszawa: Fundacja Rozwoju Rachunkowości w Polsce, 1994, ISBN 83-86543-00-0.
- Zarządzanie kosztami w praktyce światowej. Gdańsk: Ośrodek Doradztwa i Doskonalenia Kadr, 2000; ISBN 83-7187-072-8 (współautorzy: Wojciech Andrzej Nowak, Anna Szychta);
- Zbiór zadań z rachunkowości przedsiębiorstw przemysłowych. Łódź: Państwowe Wydawnictwo Naukowe, 1964 (kilka wydań; współautor: Józef Gorgolewski);
- The New Europe: Recent Political And Economic Implications For Accountants and Accounting, Center for International Education and Research in Accounting, Department of Accountancy. Urbana-Champaign: University of Illinois, 1994. (współautorka monografii);
- Accounting in Poland [in:] D.Alexander & S.Archer (eds.), European Accounting Guide. San Diego, N.Y., London: Miller, Harcourt Brace & Comapny, 1995;
- Privatization, Valuation of State – owned enterprises, ed. A Rashad – Khalik, The Balckwell Encyclopedia. Dictionary of Accounting. Cambridge, Massachusetts: Blackwell Publ. Inc., 1997. (współautorka);
- Governmental Accounting and Auditing International Comparison (eds. Chan J.L. & Jones R.H.). London: Croom Helm Ltd, 1988 (współautorka);
- Accounting in Socialist Countries ed. D. Bailey. London, New York: Routledge, 1988; (współautorka);
- Government Financial Management Issues and Country Studies. Washington D.C.: International Monetary Fund, Press, 1990 (współautorka);
- The European Accounting Guide; eds.: D. Alexander & S. Archer. London, New York: Academic Press, Harcourt Brace Jovanowich, Publishers, 1992 (współautorka).

oraz około 180 artykułów w czasopismach i pracach zbiorowych.

## Odznaczenia, wyróżnienia i nagrody
- Złoty Krzyż Zasługi (1973)
- Medal Komisji Edukacji Narodowej (1975)
- Krzyż Kawalerski Orderu Odrodzenia Polski (1976)
- tytuł doktora honoris causa Uniwersytetu Gdańskiego (1997)[4][5]
- Nagroda Miasta Łodzi za twórczość naukową (1999)[6]
- Krzyż Oficerski Orderu Odrodzenia Polski (2002)[7]
- Medal Universitas Lodziensis Merentibus (2006)
- Nagroda Ministra Szkolnictwa Wyższego (wielokrotnie)